# アエロフロート3932便墜落事故
アエロフロート3932便墜落事故（アエロフロート3932びんついらくじこ）は、1973年9月30日に発生した航空事故である。
コルツォヴォ国際空港からオムスク・ツェントラーリヌイ国際空港へと向かっていたアエロフロート3932便（ツポレフ Tu-104B）が離陸直後に墜落し、乗員乗客108人全員が死亡した。

## 事故機
事故機のツポレフ Tu-104B(CCCP-42506)は、1960年に製造された機体で、乗客の定員は100人であり、アエロフロートのウズベキスタン部門に属していた。
エンジンはミクーリン AM-3M-500を搭載しており、総飛行時間は20,582時間、総飛行サイクルは9,412回であった。

## 事故の経緯
3932便はコルツォヴォ国際空港から複数の空港を経由して最終的にはウラジオストク国際空港へと向かう予定であった。
事故当時のコルツォヴォ国際空港周辺の天候は穏やかで、視界は6km以上あり、北西向きの風がわずかに吹いていた。3932便はモスクワ時間18時33分にコルツォヴォ国際空港を離陸し、18時34分21秒、256度の方向に向いてウラジオストク国際空港へと向かった。管制官は通常通り離陸後に左旋回して高度1,500mまで上昇するよう3932便に指示した。18時35分25秒、3932便は高度350～400mの雲の中を480km/h、35～40度のバンク角で左旋回し始めた。
18時37分、機体が高度1,200mまで上昇した際にバンク角は75～80度にまで達し、その後機体は完全に操縦不能となった。
3932便は270km/hでコルツォヴォ国際空港近くの森林に墜落し、乗員乗客108人全員が死亡した。

## 事故原因
電気系統の故障による姿勢指示器とコンパスの誤表示によってパイロットが空間識失調に陥ったことが事故原因とされた。